# Lutzomyia pinna
Lutzomyia pinna är en tvåvingeart som beskrevs av Feliciangeli M. D., Ramírez Pérez J., Ramírez A. 1989. Lutzomyia pinna ingår i släktet Lutzomyia och familjen fjärilsmyggor.
Artens utbredningsområde är Venezuela. Inga underarter finns listade i Catalogue of Life.